# Sterling Knight
Sterling Sandmann Knight (Houston (Texas), 5 maart 1989) is een Amerikaans acteur en zanger. Hij begon zijn carrière op het podium in lokale producties. Knight speelt de rol van Chad Dylan Cooper in de Disney Channel Original Series Sonny With a Chance en speelde Christopher Wilde in de Disney Channel Original Movie, Starstruck.
Knight speelde gastrollen in Hannah Montana en Grey's Anatomy. Hij speelde in de film 17 Again als zoon van Mike O'Donnell. Van 2013 tot 2015 speelde hij in 31 afleveringen de rol van Zander Carlson in de Amerikaanse sitcom Melissa & Joey.

## Filmografie
| Jaar       | Film                                | Rol                                                     | Notities                            |
| ---------- | ----------------------------------- | ------------------------------------------------------- | ----------------------------------- |
| 2005       | Calm                                | Skatende jongen                                         | Acteerdebuut; kleine rol            |
| 2006       | Career Day                          | Ben Taylor                                              | Kleine rol                          |
| 2006       | Hi-Jinks                            | Brendan                                                 | Aflevering Winner                   |
| The Closer | Grady Reed                          | Afleveringen Next to Kin: Part 1 en Next to Kin: Part 2 |                                     |
| 2008       | Out of Jimmy's Head                 | Brad                                                    | Aflevering Bad Fad                  |
| 2008       | Grey's Anatomy                      | Kip                                                     | Aflevering Freedom                  |
| 2009       | Sonny With a Chance / So Random!    | Chad Dylan Cooper                                       | Tv-serie, vaste rol (2009-2012)     |
| 2009       | Ball’s Out: The Gary Houseman Story | Samuel                                                  | Kleine rol                          |
| 2009       | 17 Again                            | Alex O'Donnell                                          |                                     |
| 2010       | Starstruck                          | Christopher Wilde                                       | Disney Channel Original Movie       |
| 2010       | Elle: A Modern Cinderella Tale      | Ty Parker                                               | Vaste rol                           |
| 2012       | Transit                             | Shane Seedwell                                          |                                     |
| 2013       | Melissa & Joey                      | Zander Carlson                                          | 31 afleveringen tussen 2013 en 2015 |
| 2017       | The Man from Earth: Holocene        | Philip                                                  |                                     |